# Katolička Crkva u Dominikanskoj Republici
Katolička Crkva u Dominikanskoj Republici dio je svjetske Katoličke Crkve u zajedništvu s papom i rimskom kurijom na prostoru Dominikanske Republike. Okuplja više od devet milijuna vjernika, koji čine preko 85% stanovništva države. Ustrojena je u dvanaest biskupija, od čega dvije metropolije i vojni ordinarijat. Zaštitnica Crkve u Dominikanskoj Republici je Naša Gospa od Altagracie (šp.  Nuestra Señora de la Altagracia), čiji se spomendan obilježava 21. siječnja.
Nadbiskupiji Santo Domingo pripada pet biskupija (Bani, Barahona, Biskupija Gospe Altagracie, San Juan de la Maguana i San Pedro de Macoris), a nadbiskupiji Santiago de los Caballeros četiri (La Vega, Mao-Monte Cristi, Puerto Plata i San Francisco de Macoris). Nadbiskupija Santo Domingo ostanovljena je 1511. kao biskupija, 1546. uzdignuta na razinu nadbiskupije, a 1953. metropolije. God. 1848. nadbiskup Tomaso Portes e Infanteu osniva bogosloviju sv. Tome Akvinskoga u Santo Domingu, koju Sveta Stolica 1954. priznaje papinskim institutom te se na njoj obrazuju bogoslovi i vjeroučitelji s Kariba i Malih Antila.
Na području Dominikanske Republike nalazi se trinaest katedrala, dvije bazilike i tri svetišta, a šesnaest crkava upisano je na UNESCO-ov Popis svjetske baštine. Katedrala Santa Maria la Menor tj. Katedrala Gospe od Utjelovljenja najstarija je katedrala u Novomu svijetu i objema Amerikama, građena 1522. – 1541. te je jedan od rijetkih primjera gotička crkvena graditeljstva izvan Europe.
Papa Ivan Pavao II. posjetio je Republiku triput (1979., 1984. i 1992.).